# Publicação digital
O conceito de publicação digital é de difícil definição. Ainda assim, e num sentido lato poder-se-á dizer que publicação digital engloba todas as edições produzidas sob a forma de um suporte apenas legível por máquinas. Também o projecto NEDLIB utiliza uma definição algo semelhante, definindo-a como "um documento difundido sob formato legível por máquina". Mas este projecto vai mais longe considerando que uma publicação digital engloba quer objectos nascidos digitais, quer objectos que foram digitalizados a partir do seu suporte analógico. Assim sendo, poder-se-ão considerar no âmbito das publicações digitais toda uma miríade de publicações para além dos livros que são disponibilizados on-line, inclusive periódicos, bases de dados bibliográficas, um simples romance publicado num Web site ou até mesmo um conjunto de imagens transferidas por e-mail. Uma publicação digital é pois um objecto virtual que dependente do sistema informático que o elaborou. Não sendo perceptível por si necessita do recurso de um sistema intermediário – hardware e software – que permite a sua descodificação.

## História
Se atendermos ao simples conceito de publicação digital como referimos anteriormente, poderemos especular que a publicação digital se iniciou assim que os primeiros computadores puderam comunicar entre si. Facto que poderá ser situado algures no início dos anos 60 nos EUA, após a criação das primeiras redes de computadores. No entanto importa explicar quais os principais passos que tornaram as publicações digitais tão largamente difundidas actualmente. A ideia de livro digital, que por sua vez não deixa ele próprio de ser uma forma de publicação digital, remonta a 1968 quando Alan Kay criou a ideia de Dynabook. Pouco depois, em 1971, nasce o projecto Gutenberg, cujo objectivo era a disponibilização de obras literárias em formato digital mediante o recurso a uma rede de computadores existente à época. O seu fundador, Michael Hart estava convicto que num futuro próximo estas redes estariam ao dispor de um elevado número de utilizadores, e de facto não se enganou. Com o advento da Internet o número de publicações digitais deverá ter crescido de forma quase imensurável. Existia, no entanto, uma grande limitação no que concerne à transmissão de material gráfico, pois a maior parte dos utilizadores estavam limitados a textos em formato ASCII, ou seja, a médias alfabéticas. O fenómeno que de facto veio possibilitar a existência e disseminação de um tão grande número e sobretudo de uma tão diversificada variedade de publicações digitais foi o desenvolvimento da World Wide Web em 1992. A World Wide Web possibilitou o desenvolvimento do conceito de hipermédia, e o consequente "nascimento" de novos e populares géneros de publicações digitais, tais como as revistas on-line ou os news services. Surgem também neste período as primeiras "livrarias" digitais, como a BiblioBytes de Glenn Hauman. O volume de publicações digitais torna-se tão intenso que irá exigr, também do início dos anos 90, um esforço legislativo por parte dos países mais desenvolvidos no sentido de regulamentar a propriedade intelectual em ambiente digital. O desenvolvimento em quantidade e diversidade de publicações digitais continuou durante toda a década de 90 de forma absolutamente exponencial, tendo a sua continuidade nos nossos dias, na medida em que cada vez mais populações têm acesso aos objectos digitais. Actualmente existem inúmeros exemplos de publicações digitais: e-books, e-journals, e-mails, Web sites, blogs, etc.

## Características de uma publicação digital on-line
Uma publicação digital on-line acaba por absorver as características próprias da ambiência Web, registando algumas diferenças fundamentais quando comparada com a publicação analógica tradicional em suporte de papel. Assim a publicação digital acarreta consigo algumas das vantagens que caracterizam a web e os Web Services:
- No que concerne à sua acessibilidade, as publicações digitais encontram-se disponíveis em todo o universo Web. O que equivale a dizer que se encontram disponíveis em todo e qualquer local no planeta onde exista uma ligação em rede, num total estimado de 1,4 biliões de pessoas, cerca de 1/5 da população mundial (21,9%).[1] Além do enorme número de potenciais utilizadores, qualquer publicação digital que se encontre on-line proporciona também a vantagem de poder ser acedida por múltiplos utilizadores em simultâneo.
- Através da hipermédia e do hipertexto e da possibilidade de serem estabelecidas hiperligações, os documentos publicados digitalmente contribuem para a génese de uma nova maneira de lidar com a escrita e com a leitura. As publicações digitais proporcionam uma escrita e uma leitura não-linear, pois a anterior relação de continuidade de leitura imposta pelo objecto impresso é substituída por uma vivência mais descontínua e fragmentada do acto de ler e podendo facilmente ser agregadas ou com outros conjuntos de informação na forma de blocos de textos, imagens ou sons, e cujo acesso se dá através de referências específicas denominadas hiperligações.
- Existe a possibilidade de aplicar motores de busca que auxiliem mais rapidamente uma eficaz recuperação de informação. Por exemplo, mediante a utilização de técnicas de OCR (Optical Character Recognition) torna-se possível a digitalização de um livro produzindo um ficheiro de imagem que é convertido para formato de texto através de um programa de OCR.
- Podem incluir interactividade com a utilização de recursos multimédia, como por exemplo a transposição do texto para discurso áudio.
- Contudo, o ambiente digital coloca-nos ainda algumas reservas no que concerne à informação nele existente. As referidas reservas derivam fundamentalmente das problemáticas relacionadas com o grau de credibilidade deste tipo de publicações. De facto, a quantidade de informação digitalmente publicada é tão elevada que é praticamente impossível aplicar um qualquer controlo sobre a sua qualidade. Está será provavelmente a maior desvantagem de uma publicação digital em relação à sua congénere analógica, pois o livro "enquanto objecto impresso, aparece como a forma quase "natural" de existência dos textos que são classificados, pelos especialistas, como "literários" (…)".
- O nascimento de publicações digitais possibilitou novos métodos de publicação e distribuição, com maior nível de exposição e potencial de leitura. Assim não há intervenção de terceiros para além do autor e do leitor, Possibilitando ao autor criar o seu próprio meio de produção e distribuição.

## Construindo uma publicação digital on-line
Mesmo se exceptuarmos as formas de publicações digitais mais simples como e-mails ou blogs, o desenvolvimento e a disponibilização na Internet de uma publicação digital pode ser feita com recurso a um computador pessoal e por qualquer indivíduo que possua conhecimentos relativamente básicos de linguagens como o HTML (HyperText Markup Language) ou XML (Extensible Markup Language) e que possa aceder a um editor para a criação de páginas Web. Existem inclusivamente disponíveis on-line alguns programas não-proprietários que automatizam a geração dos atributos da linguagem de programação HTML a partir de simples ícones e botões nas barras de ferramentas. 
Já no campo do software proprietário, uma das ferramentas mais poderosas é o Microsoft Frontpage. O qual, além de um editor, traz acoplado um programa de administração e gestão de Web sites. Também da parte da Netscape fazendo parte do Netscape Communicator, existe um bom editor de HTML, o Netscape Composer, que também é muito fácil de usar. O Netscape Communicator pode ser encontrado no site da Netscape.
Outros editores disponíveis para download incluem o GNNpress, o HotDog, o HoTMetaL Para o, o HTML Assistant Para o, o HTML Easy, e os brasileiros W3e  e Web Script. Para a produção de uma publicação online, além de um editor de HTML, poderão ser necessários também um programa de edição de imagens (Photoshop, Corel Photopaint, etc.) e um scanner para as fotografias e gravuras. É aconselhável também ter os dois navegadores mais populares instalados no micro (Netscape e Internet Explorer) para verificar os resultados do trabalho em ambos.

## Nas editoras
As editoras de revistas e jornais passaram há adotar o meio eletrônico de divulgação de conteúdo através de soluções de revistas digitais. Com o advento dos tablets o modo de ler acabou mudando e hoje em dia há quem prefira receber a versão impressa na tela do computador a ter que manusear um papel. Alguns exemplos de veículos que utilizam esse formato: Abril, Editora Globo entre outras. Essas soluções para criar uma revista digital hoje em dia são fáceis de encontrar. No exterior a mais comum e utilizada são o Pressreader, issuu e a PageSuite. Já no Brasil a solução de destaque fica por conta do Mavenflip que é utilizada pelo governo federal por trabalhar com software livre e Presslab utilizada por jornais e revistas.
Ainda há muitos obstáculos para a remoção completa do "impresso" mas todos estão caminhando nesta direção e muito em breve teremos novos dispositivos de leitura que irão nortear o formato de veicular conteúdo.

## Preservação digital
Mais cedo ou mais tarde todo o material proveniente de uma publicação digital vai-se tornar obsoleto pois qualquer plataforma tecnológica que o sustente, quer se trate de hardware ou software, acaba inevitavelmente por se tornar obsoleta e desaparecer do mercado, tornando assim a recuperação da informação contida nos objectos digitais que necessitam dessas mesmas plataformas, uma tarefa difícil e sobretudo por vezes bastante dispendiosa.
Existem então diversas estratégias de preservação digital que apresentam soluções para tentar contornar tal problema, as mais habituais são:
- Preservação da tecnologia - A manutenção de toda tecnologia necessária para a leitura dos objectos digitais. No entanto esta solução irá trazer a longo prazo mais prejuízos do que benefícios para a organização, sobretudo devido ao espaço físico necessário para as manter (ex: para armazenar todo o hardware necessário) e os custos de manutenção (informáticos especializados num qualquer software arcaico). Ainda assim esta solução assegura a total fidelidade do objecto digital original.
- Emulação - Através de um emulador consegue-se "artificialmente" recriar comportamento de hardware e/ou software há muito desaparecido numa máquina actual. Obtém-se também uma óptima preservação ao nível do objecto digital original e com a vantagem de se ultrapassar todos os problemas anexos à manutenção de tecnologias passadas. No entanto esta solução traz consigo problemas tecnológicos, técnicos e económicos (eventuais vírus ou bugs que o software original possa trazer, a dificuldade em criar emuladores de hardware, a contratação de mão-de-obra altamente especializada, etc.), ao mesmo tempo que pode ser um obstáculo aos utilizadores que serão confrontados com aplicações e sistemas operativos entretanto desaparecidos e que desconhecem.
- Migração - Actualização do material digital através da transferência do mesmo para hardware e/ou software mais recente, permitindo que a informação contida num dado objecto digital possa ser lida com recurso a uma tecnologia actual.
- Encapsulamento - Opção que se baseia em preservar toda a informação necessária para que no futuro, se possam aplicar algumas das estratégias já descritas como por exemplo a emulação.